# 井阪郁巳
井阪 郁巳（いさか いくみ、1996年2月3日 - ）は日本の俳優。奈良県出身。キューブ所属。C.I.A.のメンバー。

## 略歴
- 2011年に開催された、第24回ジュノン・スーパーボーイ・コンテストにて準グランプリ＆マキシム賞を受賞[2][3]。
- 高校卒業後、上京。新宿にある祖父の知り合いの老舗のうどん屋の寮に住み込みでバイトをしながらオーディションを受けていた[4]。
- 2016年、ミュージカル『テニスの王子様』に忍足侑士役で出演[5]。
- 2019年、日本テレビ系列日曜ドラマ『あなたの番です』で、連続ドラマ初レギュラー出演[6]。

## 人物
- 特技は野球[1]、長距離走[1]。趣味は神社巡り[1]、自然豊かな場所を散歩[1]、スポーツ観戦[1]、人間観察[1]。
- 俳優・松村優とは小学校の幼なじみ。「同じ奈良県出身で、実家が自転車で3分の距離」と語る[7]。
- 一番の親友として『ミュージカル・テニスの王子様』で共演した三浦宏規をあげている[8]。
- 小学1年生の頃に野球を始め高校野球の選手を目指していたが、中学3年生の時に右手首を骨折してしまい断念[4]。その頃テレビで放送されていたドラマ『タンブリング』を見て俳優の仕事を志すようになった[4]。

## 出演

### テレビドラマ
- 夢を与える 第3話（2015年5月30日、WOWOW）
- このミステリーがすごい！「リケジョ探偵の謎解きラボ」（2015年11月30日、TBS） - 学生 役[9]
- 盤上のアルファ〜約束の将棋〜 第1話（2019年2月3日、NHK BSプレミアム）
- あなたの番です（2019年4月14日 - 9月8日、日本テレビ） - クオン 役[6]
  - 劇場版公開記念!『あなたの番です』完全新撮スペシャル!（2021年12月10日、日本テレビ） - クオン 役[10]
- 妄想エレベーター 第2弾 第6話（2019年10月4日、読売テレビ）
- 女子高生の無駄づかい 第1話（2020年1月24日、テレビ朝日）
- 姉ちゃんの恋人（2020年10月27日 - 12月22日、関西テレビ・フジテレビ） - 山辺新之助 役[11]
- リバーサルオーケストラ 第2話（2023年1月18日、日本テレビ） - 岩田 役
- なにわの晩さん! 美味しい美味しい走り飯（2023年4月2日 - 23日、朝日放送テレビ） - マサキ 役[12]
- Solliev0（）（2024年4月1日 - 、テレビ神奈川） - 久住楓（） 役[13]
- 最後の鑑定人 第3話（2025年7月23日、フジテレビ） - ホアン・ヴァン・ギア 役[14]

### 映画
- ツナガレラジオ〜僕らの雨降Days〜（2021年） - ミュート 役[15]
- あなたの番です 劇場版（2021年12月公開） - クオン 役[16]

### その他テレビ番組
- 痛快TV スカッとジャパン（2015年11月30日、フジテレビ） - ショートドラマ出演
- 爆走ロケハンタ－（2018年12月6日・13日、TOKYO MX）- スタジオゲスト

### 舞台
2013年 - 2015年
- Go! Go! High School『REBIRTH〜月光迷宮』（2013年）
- cube presents『PRINCE LIVE』（CBGKシブゲキ!!）
  - 2014 Xmas（2014年12月24日・25日）
  - 2015 SUMMER（2015年7月10日 - 12日）

- アイドルステージシリーズ 『CHaCK-UP - Episode.0 - 』（2015年12月、紀伊國屋サザンシアター 他）  - 近江蒼 / 準惑星ケレス人☆セシィ 役

2016年
- ミュージカル『Dance with Devils』（3月、AiiA 2.5 Theater Tokyo） - ワラビ 役
- アイドルステージシリーズ 『アンプラネット』（4月 - 5月、紀伊國屋ホール） - 準惑星ケレス人☆セシィ 役
- ミュージカル『テニスの王子様』3rdシーズン - 忍足侑士 役
  - 青学vs氷帝（7月14日 - 9月25日、TOKYO DOME CITY HALL 他）
  - 青学vs六角（12月22日 - 2017年2月12日、TOKYO DOME CITY HALL 他）

2017年
- ミュージカル『テニスの王子様』 - 忍足侑士 役
  - TEAM Live HYŌTEI（4月、TOKYO DOME CITY HALL 他）
  - Dream Live 2017（5月26日 - 28日、横浜アリーナ）

- アイドルステージシリーズ ミュージカライブ『アンプラネット-ボクの名は-』（6月、紀伊國屋ホール） - 近江蒼 / 準惑星ケレス人☆セシィ 役
- 舞台『幽劇』（8月17日 - 23日、日本青年館 / 9月1日 - 3日、虹橋芸術中心） - ボウ 役
- Live Musical『SHOW BY ROCK!!』-深淵のCrossAmbivalence-（10月19日 - 29日、AiiA 2.5 Theater Tokyo） - 朧 役

2018年
- アイドルステージシリーズ『アンプラネット-Back to the Past-!』（1月5日 - 14日、品川プリンスホテル クラブeX） - 近江蒼 / 準惑星ケレス人☆セシィ 役
- Nostalgic Wonderland♪ 〜song & dance show〜（2月16日 - 18日、恵比寿 ザ・ガーデンホール）
- Nana Produce『十年希望』（5月30日 - 6月3日、サンモールスタジオ）- 主演
- Live Musical『SHOW BY ROCK!!』〜THE FES 2018〜（6月26日・27日、Zepp DiverCity） - 朧 役
- ミュージカル『テニスの王子様』3rdシーズン 全国大会 青学vs氷帝（7月12日 - 9月24日、TOKYO DOME CITY HALL 他）- 忍足侑士 役
- Live Musical『SHOW BY ROCK!!』-狂騒のBloodyLabyrinth- アフターイベント（9月5日、天王洲 銀河劇場） - 朧 役

2019年
- Nostalgic Wonderland♪ 〜song & dance show〜 2019（1月11日 - 14日・20日、恵比寿 ザ・ガーデンホール 他）
- フォトシネマ朗読劇『最果てリストランテ』（2月2日・5日、浜離宮朝日ホール・小ホール）
- ミュージカル『テニスの王子様』秋の大運動会 2019（10月8日 - 9日、横浜アリーナ） - 忍足侑士 役
- 『明治座の変 麒麟にの・る』（12月28日 - 31日、明治座） - 竹中半兵衛 役

2020年
- ミュージカル『SUPERHEROISM』（3月23日、品川プリンスホテル クラブeX） - エイタ 役
- ミュージカル『テニスの王子様』コンサート Dream Live 2020（5月22日 - 24日、大阪城ホール / 5月29日 - 31日、ぴあアリーナMM） - 忍足侑士 役※新型コロナウイルス感染防止のため全公演中止
- Nostalgic Wonderland♪ 〜song & dance show〜 2020（8月5日 - 10日、恵比寿 ザ・ガーデンホール）

2021年
- ブロードウェイミュージカル『メリリー・ウィー・ロール・アロング』（5月17日 - 6月12日、新国立劇場 中劇場 他） - ルー 役
- ミュージカル『SUPERHEROISM』（6月18日 - 25日、日本青年館ホール / 7月3日・4日、COOL JAPAN PARK OSAKA WWホール） - エイタ 役
- ミュージカル『#チャミ』（9月9日 - 21日、自由劇場） - キム・コデ 役（Wキャスト）
- アイドルステージシリーズ GS382 ー暁の章ー（12月10日 - 12日、Mixalive TOKYO Theater Mixa） - ゲスト出演

2022年
- 舞台『無人島に生きる十六人』（4月15日 - 24日、こくみん共済 coop ホール / スペース・ゼロ） - 浅野達之助 役
- 舞台『パタリロ!』〜ファントム〜（9月1日 - 11日、天王洲 銀河劇場 / 9月17日 - 19日、サンケイホールブリーゼ）- ミスターフー 役
- OFFICE SHIKA MUSICAL『私は怪獣 -ネオンキッズ Live beat-』（12月10日 - 18日、CBGKシブゲキ!!）

2023年
- 特殊ミステリー歌劇『心霊探偵八雲』-思考のバイアス-（3月2日 - 21日、Mixalive TOKYO Theater Mixa） - 飯塚皇翔（） 役
- 舞台『桜姫東文章』（5月3日 - 10日、こくみん共済 coop ホール / スペース・ゼロ） - 入間悪五郎（） 役
- ミュージカル『SUNNY』（6月26日 - 7月5日、東京建物 Brillia HALL（豊島区立芸術文化劇場） / 7月9日 - 13日、梅田芸術劇場 シアター・ドラマシティ） - 憧れの大学生 役
- 舞台『あの日見た花の名前を僕達はまだ知らない。』2023（8月9日 - 15日、博品館劇場） - 松雪集（ゆきあつ） 役
- 舞台『新宿羅生門』（9月22日 - 10月1日、こくみん共済 coop ホール / スペース・ゼロ） - 坂本旭（） 役
- ミュージカル『東京リベンジャーズ』（11月24日 - 26日、天王洲 銀河劇場 / 12月1日 - 3日、メルパルクホール大阪） - 龍宮寺堅 役

2024年
- Stage Reading『A Bright New Boise』（5月10日 - 19日、KAAT神奈川芸術劇場 大スタジオ） - アレックス 役
- 舞台『川越ボーイズ・シング』-喝采のクワイア-（6月22日 - 30日、シアターH） - 日向行 役
- 舞台『Solliev0』（8月2日 - 12日、品川プリンスホテル クラブeX） - 久住楓 役
- 朗読劇『夢から醒めない夢を見よ。』（9月13日、シアター・アルファ東京）
- 甦夢THEATRE『黄金仮面-masque dore-』（10月11日 - 20日、天王洲 銀河劇場） - 波越警部 役
- 朗読活劇 信長を殺した男 2024（12月5日 - 8日、博品館劇場） - 徳川家康 役 他

2025年
- 舞台『新宿羅生門』薩長エージェンシー編（1月18日 - 26日、こくみん共済 coop ホール / スペース・ゼロ） - 坂本旭 役
- ミュージカル『東京リベンジャーズ』#2 Bloody Halloween（3月28日 - 4月6日、天王洲 銀河劇場 / 4月11日 - 13日、京都劇場） - 龍宮寺堅 役
  - ミュージカル『東京リベンジャーズ』ライブ『リベミュ祭』（2025年10月31日 - 11月3日〈予定〉、日本青年館ホール / 11月8日・9日〈予定〉、森ノ宮ピロティホール）

- Multi-Unit Apartment（8月1日 - 11日〈予定〉、品川プリンスホテル クラブeX） - オスカー 役
- ネルケ×悪童会議プロジェクト『絢爛とか爛漫とか』（9月11日 - 28日〈予定〉、新宿シアタートップス） - 諸岡一馬 役

### CM
- MAXIM「恋するうちカフェ」（2012年）[78]
- 南都銀行（2017年 - ）
  - 店頭ポスターモデル
  - テレビCM「南都家の一族」 - 行員 役[79]

### ミュージックビデオ
- いきものがかり「ラブとピース!」（2015年）[80][MV 1]

### ラジオ
- Stager Live presents 颯希と郁巳のシャベスク！！（2018年、渋谷クロスFM）
- 2.5次元男子放送部（2018年12月14日・21日、TS ONE） - パーソナリティ
- オールナイトニッポンi おしゃべや（2019年8月 - 、ニッポン放送） - パーソナリティ

### イベント
- 2.5次元フェス（仮）（2016年12月4日、幕張メッセ 11ホール）[81]
- ミュージカル『テニスの王子様』15周年記念 テニミュ文化祭（2018年11月23日・24日、池袋・サンシャインシティ ワールドインポートマートビル4階 展示ホールA）[82][83]
- ミュージカル『テニスの王子様』3rdシーズン Thank-you Festival 2020（2020年2月29日、カルッツかわさき ホール）[84][85]
- C.I.A. presents『超 SUPER LIVE 2021』（2021年12月28日・29日、豊洲PIT）[86]
- ACTORS☆LEAGUE in Baseball 2022（2022年8月22日、東京ドーム）[87]

### 配信
- 春日町LaLaハウス（2016年、ニコニコ生放送）
- 2.5学園（2018年9月 - 2019年8月、YouTube）
- いくよしのショゲナイでよベイベー。（2018年12月 - 2019年12月、ONSTAGE オンステージ）
- 新テニスの王子様 オフィシャルチャンネル（2019年8月 - 2020年3月、ニコニコ生放送）- MC
- ぼくたちのあそびば〜平成のかけはし〜（2019年12月 - 、YouTube) - レギュラー[88]

## 書籍

### 関連書籍
- マラソングランドチャンピオンシップGUIDE (AERAムック)（2019年8月22日、朝日新聞出版、ISBN 978-4-022-79236-5） - 表紙、巻末特集